# Sherbournia
Sherbournia é um género botânico pertencente à família Rubiaceae.